# Décès en 1134
Décès
- 1130
- 1131
- 1132
- 1133
- 1134
- 1135
- 1136
- 1137
- 1138

Cette page dresse une liste de personnalités mortes au cours de l'année 1134 :
- 10 février[1] : Robert II Courteheuse, duc de Normandie.
- 28 mars : Étienne Harding, l’un des fondateurs de Cîteaux[2].
- 4 juin : Magnus Ier de Suède, roi de Suède.
- 6 juin[3] : Norbert de Xanten, fondateur de l'ordre des Prémontrés.
- 25 juin : Niels de Danemark, roi de Danemark.
- 17 juillet : Aymeri II, vicomte de Narbonne, tué à la bataille de Fraga, en Aragon.
- 13 août : Piroska / Irène de Hongrie, fille du roi Ladislas Ier de Hongrie et d’Adélaïde de Souabe, épouse de l’empereur byzantin Jean II Comnène, fêtée comme sainte par l’église orthodoxe.
- 8 septembre : Alphonse Ier d’Aragon[4], roi d'Aragon, de Sobrarbe, de Ribagorce, de Pampelune, de León, de Castille et de Galice et empereur de toute l'Espagne.
- avant le 9 octobre : Urbain, évêque de Llandaff.

- Al-Fath ibn Khaqan, écrivain connu d'Al-Andalus.
- Alberic I de Dammartin, comte de Dammartin.
- Anseric, archevêque de Besançon.
- Björn Jernsida de Danemark, prince danois.
- Centulle VI de Béarn, vicomte de Béarn.
- Gilbert l'Universel, évêque de Londres.
- Henrik de Danemark, prince danois.
- Jean IX Agapètos, patriarche de Constantinople.
- Minamoto no Yoshitsuna, ou Kamo Jirō, samouraï du clan Minamoto.
- Robert II de Normandie, comte du Maine puis duc de Normandie.
- Rampert, marquis de Toscane.
- Turgis (évêque d'Avranches).
- Ibrahim ben Youssef, wali de Séville et un général almoravide.

date incertaine (vers 1134)
- Hugues II du Puiset-Jaffa, comte de Jaffa.
- Pierre, cardinal français.

## Crédit d'auteurs
- Cet article est partiellement ou en totalité issu de l'article intitulé « 1134 » (voir la liste des auteurs).